# Reprezentacja Algierii w piłce wodnej mężczyzn
Reprezentacja Algierii w piłce wodnej mężczyzn – zespół, biorący udział w imieniu Algierii w meczach i sportowych imprezach międzynarodowych w piłce wodnej, powoływany przez selekcjonera, w którym mogą występować wyłącznie zawodnicy posiadający obywatelstwo algierskie. Za jej funkcjonowanie odpowiedzialny jest Algierski Związek Pływacki (FAN), który jest członkiem Międzynarodowej Federacji Pływackiej.

## Historia
W 2008 reprezentacja Algierii rozegrała swój pierwszy oficjalny mecz w eliminacjach World League.

## Udział w turniejach międzynarodowych

### Igrzyska olimpijskie
Reprezentacja Algierii żadnego razy nie występowała na Igrzyskach Olimpijskich.

### Mistrzostwa świata
Dotychczas reprezentacji Algierii żadnego razy nie udało się awansować do finałów MŚ.

### Puchar świata
Algieria żadnego razy nie uczestniczyła w finałach Pucharu świata.

### World League
Algierskiej drużynie 3 razy nie udało się zakwalifikować do finałów World League. W 2008, 2009 i 2010 odpadła w rundzie wstępnej.